# NGC 33
NGC 33 – gwiazda podwójna znajdująca się w gwiazdozbiorze Ryb. 9 września 1864 roku obserwował ją Albert Marth i błędnie skatalogował jako obiekt typu mgławicowego.